# A Mother's Secret (film fra 1918)
A Mother's Secret er en amerikansk stumfilm fra 1918 af Douglas Gerrard.

## Medvirkende
- Ella Hall - Angela
- Mary Mersch
- T.D. Crittenden - Eldone
- Emory Johnson - Howard Grey
- L.C. Harris